# Moimenta da Serra
Moimenta da Serra ist ein Ort und eine ehemalige Gemeinde (Freguesia) im portugiesischen Kreis Gouveia. Die Gemeinde hatte 651 Einwohner (Stand 30. Juni 2011).
Am 29. September 2013 wurden die Gemeinden Moimenta da Serra und Vinhó zur neuen Gemeinde União das Freguesias de Moimenta da Serra e Vinhó zusammengeschlossen. Moimenta da Serra ist Sitz dieser neu gebildeten Gemeinde.